# Dario Drežnjak
Dario Drežnjak (Mostar, 24. ožujka 1998.) hrvatski je košarkaš KK Zadra. Visok je 2,04 m, igra na poziciji krila.

## Klupska karijera
Drežnjak je počeo igrati košarku u sedmom razredu osnovne škole. Prije košarke trenirao je karate.
Drežnjak je profesionalnu karijeru započeo u Širokom. Nakon uspješne sezone u Drugoj ligi ABA lige, Drežnjak je u srpnju 2021. godine potpisao za KK Zadar iz hrvatske Premijer lige i ABA lige. Nakon lošeg starta u Zadru, počeo je bolje igrati u drugom dijelu sezone 2021./'22. U sezoni 2022./'23 Drežnjak je bio drugi strijelac Zadra nakon Luke Božića. U srpnju 2023. obnovio je ugovor sa Zadrom za još jednu sezonu.

## Reprezentativna karijera
Drežnjak je igrao za košarkašku reprezentaciju Bosne i Hercegovine do 16 godina na FIBA Europa prvenstvu do 16 godina 2014. Bio je pozvan u seniorsku košarkašku reprezentaciju Bosne i Hercegovine, ali je odbio želeći igrati za Hrvatsku. Igrao je za Hrvatsku na utakmicama kvalifikacija za EuroBasket 2025.

## Osobni život
Dariov mlađi brat Mateo Drežnjak (rođen 1999.) također je profesionalni košarkaš i s bratom je igrao u Širokom kao i u hrvatskoj košarkaškoj reprezentaciji.